# Neophisis
Neophisis is een geslacht van rechtvleugeligen uit de familie sabelsprinkhanen (Tettigoniidae). De wetenschappelijke naam van dit geslacht is voor het eerst geldig gepubliceerd in 1990 door Jin.

## Soorten
Het geslacht Neophisis omvat de volgende soorten:
- Neophisis arcuata Jin, 1992
- Neophisis brevipennis Kästner, 1933
- Neophisis curvata Jin, 1992
- Neophisis gracilipennis Jin, 1992
- Neophisis gracilipes Stål, 1877
- Neophisis haani Jin, 1992
- Neophisis iriomotensis Jin, Kevan & Yamasaki, 1990
- Neophisis kotoshoensis Shiraki, 1930
- Neophisis longipennis Jin, 1992
- Neophisis meiopennis Jin, 1992
- Neophisis mentawaiensis Jin, 1992
- Neophisis philippinarum Karny, 1920
- Neophisis philorites Jin, 1992
- Neophisis sabah Gorochov, 2012
- Neophisis sarasini Karny, 1931
- Neophisis siamensis Jin, 1992
- Neophisis tangkoko Gorochov, 2012
- Neophisis echinata Redtenbacher, 1891
- Neophisis salomonensis Jin, 1992
- Neophisis arachnoides Bolívar, 1905
- Neophisis brachyptera Kevan, 1992
- Neophisis buloloensis Jin, 1992
- Neophisis crassipes Bolívar, 1905
- Neophisis curvicaudata Jin, 1992
- Neophisis ecmurra Rentz, 2001
- Neophisis halmahera Gorochov, 2012
- Neophisis leptoptera Jin, 1992
- Neophisis longicercata Jin, 1992
- Neophisis longifenestrata Jin, 1992
- Neophisis longiplata Jin, 1992
- Neophisis longistylata Jin, 1992
- Neophisis megaurita Jin, 1992
- Neophisis novemspinata Jin, 1992
- Neophisis obiensis Hebard, 1922
- Neophisis phymacercata Jin, 1992
- Neophisis pogonopoda Montrouzier, 1855
- Neophisis robusta Jin, 1992
- Neophisis supiori Gorochov, 2005